# Canthochilum anacaona
Canthochilum anacaona là một loài bọ cánh cứng trong họ Bọ hung (Scarabaeidae).